# Génova-Niza
La Génova-Niza fue una carrera ciclista disputada entre las ciudades de Génova, en Italia, y Niza, en Francia. Creada en 1910, se disputó en 1914 y 1921, después anualmente de 1935 a 1938 y de 1953 a 1971. Dos últimas ediciones tuvieron lugar en 1975 y 1977.

## Palmarés
| Año                               | Ganador             | Segundo             | Tercero           |
| --------------------------------- | ------------------- | ------------------- | ----------------- |
| 1910                              | Omer Beaugendre     | Eberardo Pavesi     | Luigi Ganna       |
| 1911-1913 ediciones no realizadas |                     |                     |                   |
| 1914                              | Guido Vercellino    | Angelo Bianchi      | Giosue Lombardie  |
| 1915-1920 ediciones no realizadas |                     |                     |                   |
| 1921                              | Costante Girardengo | Giuseppe Azzini     | Emilio Petiva     |
| 1922-1934 ediciones no realizadas |                     |                     |                   |
| 1935                              | Raoul Lesueur       | Osvaldo Bailo       | Max Bulla         |
| 1936                              | Pietro Rimoldi      | Olimpio Bizzi       | Luigi Introzzi    |
| 1937                              | Raoul Lesueur       | Osvaldo Bailo       | Dominique Zanti   |
| 1938                              | Amédée Rolland      | Pietro Scalbi       | Joseph Aureille   |
| 1939-1952 ediciones no realizadas |                     |                     |                   |
| 1953                              | Charles Gregorini   | Adolphe Pezzuli     | Joseph Dalbera    |
| 1954                              | Jésus Martinez      | Jean Cottalorda     | Jacques Dupont    |
| 1955                              | René Privat         | Gilbert Bauvin      | Guido Anzile      |
| 1956                              | Jean Bobet          | Jean Lerda          | Eugène Telotte    |
| 1957                              | Louison Bobet       | Jacques Anquetil    | Gilbert Bauvin    |
| 1958                              | Nino Defilippis     | Cleto Maule         | Joseph Groussard  |
| 1959                              | Joseph Groussard    | René Privat         | Jean Moxhet       |
| 1960                              | Jean Stablinski     | Seamus Elliott      | Henri Anglade     |
| 1961                              | Fernand Picot       | Édouard Delberghe   | Raymond Poulidor  |
| 1962                              | Antonio Bailetti    | Jean Claude Annaert | Dino Liviero      |
| 1963                              | Rudi Altig          | Raymond Poulidor    | André Darrigade   |
| 1964                              | André Darrigade     | Jean Graczyk        | Italo Zilioli     |
| 1965                              | Carmine Preziosi    | Paul Gutty          | Franco Balmamion  |
| 1966                              | Lucien Aimar        | Michele Dancelli    | Rudi Altig        |
| 1967                              | Jan Janssen         | Hubert Niel         | Roger Pingeon     |
| 1968                              | Cyrille Guimard     | Willy Monty         | André Zimmermann  |
| 1969                              | Cyrille Guimard     | José Catieau        | Michel Périn      |
| 1970                              | Luciano Armani      | Felice Gimondi      | Leif Mortensen    |
| 1971                              | Gérard Vianen       | Claudio Michelotto  | Michel Périn      |
| 1972 edición no realizada         |                     |                     |                   |
| 1973                              | Marino Basso        | Miguel María Lasa   | Daniel Ducreux    |
| 1974 edición no realizada         |                     |                     |                   |
| 1975                              | Raymond Delisle     | Cyrille Guimard     | Miguel María Lasa |

## Palmarés por países
| País         | Victorias |
| ------------ | --------- |
| Francia      | 17        |
| Italia       | 8         |
| Países Bajos | 2         |
| Alemania     | 1         |